# Шпилькин, Сергей Александрович
Сергей Александрович Шпилькин (род. 13 сентября 1962, Менделеево, Московская область) — российский физик и исследователь статистики выборов.

## Биография
Родился 13 сентября 1962 года в посёлке Менделеево (на момент рождения носил название УНР-165) Московской области.
В 1977—1979 годах обучался в ФМШ № 18 им. А. Н. Колмогорова («Специализированная школа-интернат № 18 физико-математического профиля при Московском государственном университете им. М. В. Ломоносова», ныне СУНЦ МГУ, Москва).
В 1979 году получил золотую медаль на XI международной физической олимпиаде школьников в Москве.
В 1985 году окончил физический факультет МГУ. В 1985—1993 годах работал во ВНИЦПВ Госстандарта, в 1993—2006 годах — в Институте органической химии РАН. Также работал журналистом в компьютерных изданиях и техническим переводчиком.
10 февраля 2023 года Министерством юстиции России внесён в список физических лиц «иностранных агентов».

## Методика статистического анализа результатов выборов
Сергей Шпилькин занимается анализом результатов выборов с декабря 2007 года, когда выпустил анализ выборов в Государственную думу в своём блоге на LiveJournal. Начиная с 2009 года опубликовал несколько статей и исследований на тему анализа выборов.
Теория Шпилькина гласит, что возможные фальсификации итогов выборов можно выявить по следующим признакам:
- большая доля голосов за лидера голосования на участках с большой явкой,
- разница долей голосов за лидера на участках с высокой и низкой явкой,
- результаты на участках, кратные 5 % или любому повторяющемуся числу[10] (явление получило название «пила Чурова» — по имени тогдашнего председателя ЦИК Владимира Чурова, позднее предложено название «гребёнка Памфиловой», по имени Эллы Памфиловой[11]).

Критики обращают внимание на несоответствие нормальному распределению голосов за другие партии и пилообразное распределение голосов за «Единую Россию» (показано синим цветом) на выборах депутатов Госдумы 2011 года.

В 2011 году Шпилькин провёл анализ результатов выборов депутатов Госдумы 2011 года, и обнаружил несколько характеристик результатов выборов, которые свидетельствуют о фальсификации итогов. В отличие от выборов в некоторых других странах с аналогичной системой голосования, явка избирателей не имеет нормального распределения и имеет отчётливые пики, кратные 5 %. Явка избирателей демонстрирует почти линейную зависимость от доли голосов за «Единую Россию», что подразумевает вброс бюллетеней в её пользу. Распределение процентов голосов по каждой партии тоже не близко к нормальному для «Единой России», в отличие от других партий. Точно так же процент голосов за «Единую Россию» имеют характерные всплески при значениях 50 %, 60 %, 70 % и т. д. Такое распределение может быть результатом массовых фальсификаций, когда местные избирательные комиссии пытаются выполнить определённые требования, например «60% за Единую Россию».
В 2020 году Шпилькин и группа учёных показали, что аномалии при голосовании по принятию поправок в Конституцию России «установили новый рекорд среди всех федеральных выборов в России в эпоху Путина и представили мрачные перспективы будущего избирательной системы страны». Объём фальсификаций на этом голосовании был оценён Шпилькиным в 22 млн аномальных голосов в поддержку поправок.
В своём предварительном анализе результатов выборов депутатов Госдумы 2021 года Шпилькин заключил, что явка была примерно 38 % (при официальных данных около 50 %), «Единая Россия» получила примерно 31—33 % голосов (при официальных данных около 50 %).
20 сентября 2021 года Шпилькин заявил: «Сейчас электронное голосование представляет собой абсолютное зло — чёрный ящик, который никто не контролирует… Я считаю, что электронное голосование must die (с англ. — «должно умереть») — либо оно должно быть на другой технологии и с другим уровнем доверия к организатору голосования».

### Оценки

#### Положительные
Член Совета по содействию развитию институтов гражданского общества и правам человека, политолог Дмитрий Орешкин, около 20 лет занимающийся изучением результатов выборов, подтверждает методику Шпилькина, заявляя, что Шпилькин «в значительной степени справедливо» интерпретирует получаемые по его методу данные как признак фальсификаций, и что статистические методы Шпилькина очень убедительно показывают вбросы или дописывания голосов за одну партию (где больше явка, там и больше процент голосов за требуемый власти результат).
Методику Шпилькина положительно оценивает также физик, основатель «Диссернет» Андрей Заякин.
Статистические методы Шпилькина (в частности, выявление фальсификаций по преобладанию круглых цифр явки и процента за провластного кандидата) использованы в статье влиятельного британского издания «The Economist».

#### Отрицательные
Метод Шпилькина подвергался критике журналистом, экспертом ЭИСИ (НКО, сотрудничающее с «Единой Россией») Ильёй Уховым, а также журналистом, вице-президентом «Фонда открытой новой демократии» (НКО, выполняющее ряд интернет-проектов для администрации Президента РФ) Анной Фёдоровой и политологом, журналистом «Russia Today» Алексеем Мартыновым.
Коллектив авторов Российского общественного института избирательного права (РОИИП) в лице бывшего члена ЦИК России, председателя Совета РОИИП, к.ю.н. Борисова И.Б., руководителя исследовательской группы ЦИРКОН Задорина И.В., исполнительного директор РОИИП, к.ю.н. Игнатова А. В., д.ф-м.н., профессора СПбГУ Марачевского В. Н. и аналитика Центра исследования политических трансформаций Фёдорова В. И. считает, что труды Шпилькина базируются на изначально ложных положениях, не соответствующих объекту исследования (статистические сведения об общественных процессах). По мнению авторов, выводы, сделанные Шпилькиным на основе функции Гаусса, имеют признаки ангажированности и являются антинаучными. В то же время, председатель Межрегионального объединения избирателей, к.ф.-м.н. Андрей Бузин критически относится к статье РОИИП, называя её пропагандистской и указывая на ряд содержащихся в ней ошибок и несоответствий, в том числе, неверном преподнесении самих методов электоральной статистики, используемых Шпилькиным.

## Награды
- Премия «ПолитПросвет» фонда «Либеральная миссия» в номинации «Persona» (2012)[30][31][32].
- Медаль «Защитнику свободных выборов» движения «Голос» (2012)[33][31].
- Премия «Редколлегия» (2016) за статью «Обновлённое распределение голосов по явке и скорректированные результаты»[34].

### Комментарии
1. ↑  Фальсификация итогов голосования по российскому уголовному праву — преступление против конституционных прав и свобод граждан. Наиболее строгое наказание по статье 142-1 УК РФ[12] — лишение свободы на срок от одного года до четырёх лет